# Dragaši
Dragaši (cyr. Драгаши) – wieś w Czarnogórze, w gminie Pljevlja. W 2011 roku liczyła 44 mieszkańców.